# Pterocles namaqua
Pterocles namaqua е вид птица от семейство Pteroclididae.

## Разпространение
Видът е разпространен в Ангола, Ботсвана, Зимбабве, Лесото, Намибия и Южна Африка.